# Chiesa della Santissima Annunziata (Blello)
La chiesa della Santissima Annunziata è il principale luogo di culto cattolico della località di Blello in provincia e diocesi di Bergamo; fa parte del vicariato di Rota d'Imagna.

## Storia
Nel 1550 è indicata una chiesa parrocchiale nella località di Blello intitolata all'Annunciazione e a san Bartolomeo apostolo. La chiesa fu visitata l'11 ottobre 1575 da san Carlo Borromeo arcivescovo di Milano. Dagli atti della visita risulta che era parrocchiale e intitolata alla "Beata Vergine Maria della Annunciata", inserita nella pieve di Almenno. La chiesa non aveva redditi ed era quindi retta da un parroco mercenario pagato direttamente dai vicini ogni anno per uno stipendio di 200 lire imperiali. A conferma la chiesa risulta essere inserita nel registro della commende che elencava i parroci mercenari che dovevano essere confermati ogni sei mesi dal vescovo. Nel 1577 la chiesa era inserita nei vicariato foraneo di Almenno San Salvatore. Nel 1615 la chiesa fu assegnata ai vicini di Blello che ne ebbero il giuspatronato, anche se nella visita del 1658 di san Gregorio Barbarigo risulta che la figura del parroco era ancora vacante.
Nel 1666 la chiesa fu inserita nel “Sommario delle chiese di Bergamo”, elenco redatto dal cancelliere della curia vescovile Giovanni Giacomo Marenzi e indicata sotto l'invocazione di "San Bartolomeo et dell’Annontiatione della Beatissima Vergine Maria", aveva il "giuspatronato della vicinia", era inserita nel vicariato di Almenno.
La chiesa risulta inserita nella vicaria di Almenno fino al 1734 e successivamente nel 1801 in quella di Almè con vicario il parroco Rota Fuori. Nel 1906 la chiesa fu inserita nel vicariato di Brembilla.

La chiesa fu completamente riedificata nel 1703. Di questi ampliamenti sono rimaste testimonianze solo sul rosone laterale e alla base della torre campanaria. Nel Novecento la chiesa fu oggetto di lavori di decorazione e di ammodernamento.

## Descrizione

### Esterno
L'edificio di culto è posto dislocato dal centro abitato raggiungibile da una mulattiera. La chiesa ha il classico orientamento liturgico con abside a est con un sagrato pavimentato in pietra. La chiesa dalla facciata rustica presenta spigoli in pietra, così come il portale e la finestra lunettata posta nella parte superiore. L'edificio si conclude con il tetto a capanna.

### Interno
L'interno a pianta rettangolare con volta a crociera dipinta e a navata unica è diviso da lesene complete di zoccolatura e capitelli in tre campate. Il battistero è posto nella prima campata a sinistra e corrispondente a destra vi è una finestra. La seconda campata presenta l'antico pulpito ligneo e corrispondente sul lato destro una successiva finestre e l'ingresso laterale. La terza campata vi è la cappella dedicata al santo Crocifisso e santi Rocco e Sebastiano mentre corrispondente a destra l'altare della Madonna del Santo Rosario. Due nicchie conservano le statue di santa Caterina d'Alessandria a del Sacro Cuore di Gesù.
La zona presbiteriale a pianta rettangolare è preceduta dall'arco trianfolale decorato con l'immagine dell'annunciazione, a sinistra l'angelo annunciante e a destra la Vergine inginocchiata. La parte ha la volta a botte e termina con il coro dove è posta la grande tela raffigurante l'Annunciazione con san Bartolomeo, compatrono della parrocchia.